# نور بنت عاصم
نور بنت عاصم (6 أكتوبر 1982 -)، أميرة أردنية، ابنة الأمير عاصم بن نايف من زوجته الأولى فيروزة وخشوري.

## حياتها الخاصة
كانت الأميرة نور زوجة لولي عهد الأردن الأسبق الأمير حمزة بن الحسين وأنجبت منه طفلة واحدة «هيا (مواليد 18 أبريل 2007)» قبل أن ينفصلا في سبتمبر 2009 بعد ثلاثة أعوام من الزواج.
في 22 يونيو 2018 عقدت قرانها على رجل الأعمال السعودي عمرو زيدان رئيس الاتحاد السعودي للبولو في حفل أقيم في البحر الميت. وأنجبت منه:
- طلال (أبريل 2019).
- عبد الله (20 ديسيمبر 2020).[2]

ليس لدى الأميرة نور أشقاء بينما لها أربع شقيقات وهُن ياسمين وسارة، وأختين غير شقيقتين هما صالحة ونجلاء.